# Battaglia del Gianicolo (476 a.C.)
La battaglia del Gianicolo del 476 a.C. si svolse tra l'esercito romano, guidato dai consoli Aulo Verginio Tricosto Rutilo e Spurio Servilio Prisco ed i Veienti. I Romani ebbero la meglio, ed i Veienti abbandonarono il Gianicolo.

## Antefatto
Nel 477 a.C. i Veienti, dopo aver sconfitto i Fabii nella battaglia del Cremera e l'esercito romano, condotto dal console Tito Menenio Agrippa Lanato, avevano stabilito un fortilizio sul Gianicolo, da dove partivano per razziare la campagna romana.
A causa della presenza di Veienti sotto le mura di Roma, in città si soffriva la carestia, perché non si era potuto coltivare a grano le terre minacciate dal nemico, per cui i romani, consoli Aulo Verginio Tricosto Rutilo e Spurio Servilio Prisco (476 a.C.), si risolsero a dar battaglia ai Veienti, guadando nottetempo il Tevere.

## La battaglia
Verginio comandava l'ala destra romana e Servilio la sinistra. I Veienti accettarono subito lo scontro, e si combatté a lungo, finché gli Etruschi non iniziarono a ritirarsi verso le proprie trincee, in alto sul Gianicolo.
Ora, mentre Verginio diede l'ordine ai propri soldati di non incalzare i nemici, quelli dell'ala sinistra iniziarono a inseguire il nemico, sulle pendici del Gianicolo. Ma arrivati in prossimità della cima, i Veienti in ritirata, si voltarono, ed aiutati da quanti erano rimasti nel fortilizio, iniziarono ad incalzare i romani, che quasi subito furono costretti ad abbandonare lo scontro per cercare scampo più in basso.
A quel punto Verginio, inteso quanto stava accadendo, lasciò parte delle proprie forze ad aiutare i fuggitivi romani, e portò l'altra parte alle spalle degli attaccanti Veienti, che così si trovarono impossibilitati a fuggire, quando furono attaccati contemporaneamente dai due schieramenti romani. Alla fine sul campo di battaglia rimasero solo i romani.

## Conseguenze
Quanti tra i Veienti erano rimasti nel fortilizio sul Giancolo, lo abbandonarono il giorno seguente, quando capirono che da Veio non sarebbe venuto alcun aiuto.
Tanti furono i soldati romani uccisi, e grave il pericolo corso, che a Roma non si celebrò alcun trionfo per la vittoria sui Veienti.